# Карл Шаурот
Карл Шаурот (нім. Carl Schauroth; 11 липня 1921, Вольфенбюттель — ?) — німецький офіцер-підводник, оберлейтенант-цур-зее крігсмаріне.

## Біографія
23 вересня 1940 року вступив на флот. З вересня 1942 року — 2-й, з серпня 1943 року — 1-й вахтовий офіцер на підводному човні U-228. В лютому-березні 1944 року пройшов курс командира човна. З 5 березня 1944 по 6 лютого 1945 року — командир U-142, з 10 березня по 5 травня 1945 року — U-146.

## Звання
- Кандидат в офіцери (23 вересня 1940)
- Фенріх-цур-зее (1 серпня 1941)
- Оберфенріх-цур-зее (1 липня 1942)
- Лейтенант-цур-зее (1 січня 1943)
- Оберлейтенант-цур-зее (1 жовтня 1944)

## Нагороди
- Залізний хрест 2-го класу
- Нагрудний знак підводника
- Фронтова планка підводника в сріблі